# HD 3559
HD3559 є хімічно пекулярною зорею спектрального класу
A5 й має видиму зоряну величину в
смузі V приблизно  8.6.